# كارازينيو
كارازينيو هي بلدية في البرازيل، تتبع ريو غراندي دو سول، بلغ عدد سكانها 59٬317  نسمة، في 2010، تبلغ مساحتها 665٫092 كيلومتر مربع.

## الموقع
تشترك في الحدود مع:
- Coqueiros do Sul [الإنجليزية]‏
- Santo Antônio do Planalto [الإنجليزية]‏
- Não-Me-Toque [الإنجليزية]‏
- Saldanha Marinho [الإنجليزية]‏
- Almirante Tamandaré do Sul [الإنجليزية]‏
- Colorado, Rio Grande do Sul [الإنجليزية]‏
- Pontão [الإنجليزية]‏.

## أعلام
- أورلاندو لوز
- أكيم شتاينر